# Челлено
Челлено (італ. Celleno) — муніципалітет в Італії, у регіоні Лаціо,  провінція Вітербо.
Челлено розташоване на відстані близько 80 км на північ від Рима, 17 км на північ від Вітербо.
Населення — 1343 особи (2014).
Щорічний фестиваль відбувається 14 вересня. Покровитель — Santissimo Crocifisso.

## Демографія
Населення за роками:

Станом на 1 січня 2023 року в муніципалітеті офіційно проживало 114 іноземців з 25 країн, серед них 25 громадян країн Євросоюзу та 3 громадяни України.

## Сусідні муніципалітети
- Баньореджо
- Вітербо